# Fejervarya dhaka
Espèce
Synonymes
- Zakerana dhaka Howlader, Nair & Merilä, 2016

Fejervarya dhaka est une espèce d'amphibiens de la famille des Dicroglossidae.

## Répartition
Cette espèce est endémique du Bangladesh. Elle se rencontre à Dacca.

## Description
Le mâle holotype mesure 30,46 mm.

## Étymologie
Son nom d'espèce lui a été donné en référence au lieu de sa découverte, Dacca.

## Publication originale
- Howlader, Nair & Merilä, 2016 : A new species of frog (Anura: Dicroglossidae) discovered from the mega city of Dhaka. PLOS ONE, vol. 11, no 3, p. e0149597, 1–23 (texte intégral).